# Иннерталь
Иннерталь (нем. Innerthal) — коммуна в Швейцарии, в кантоне Швиц. 
Входит в состав округа Марх. Население составляет 189 человек (на 31 декабря 2007 года). Официальный код  —  1343.

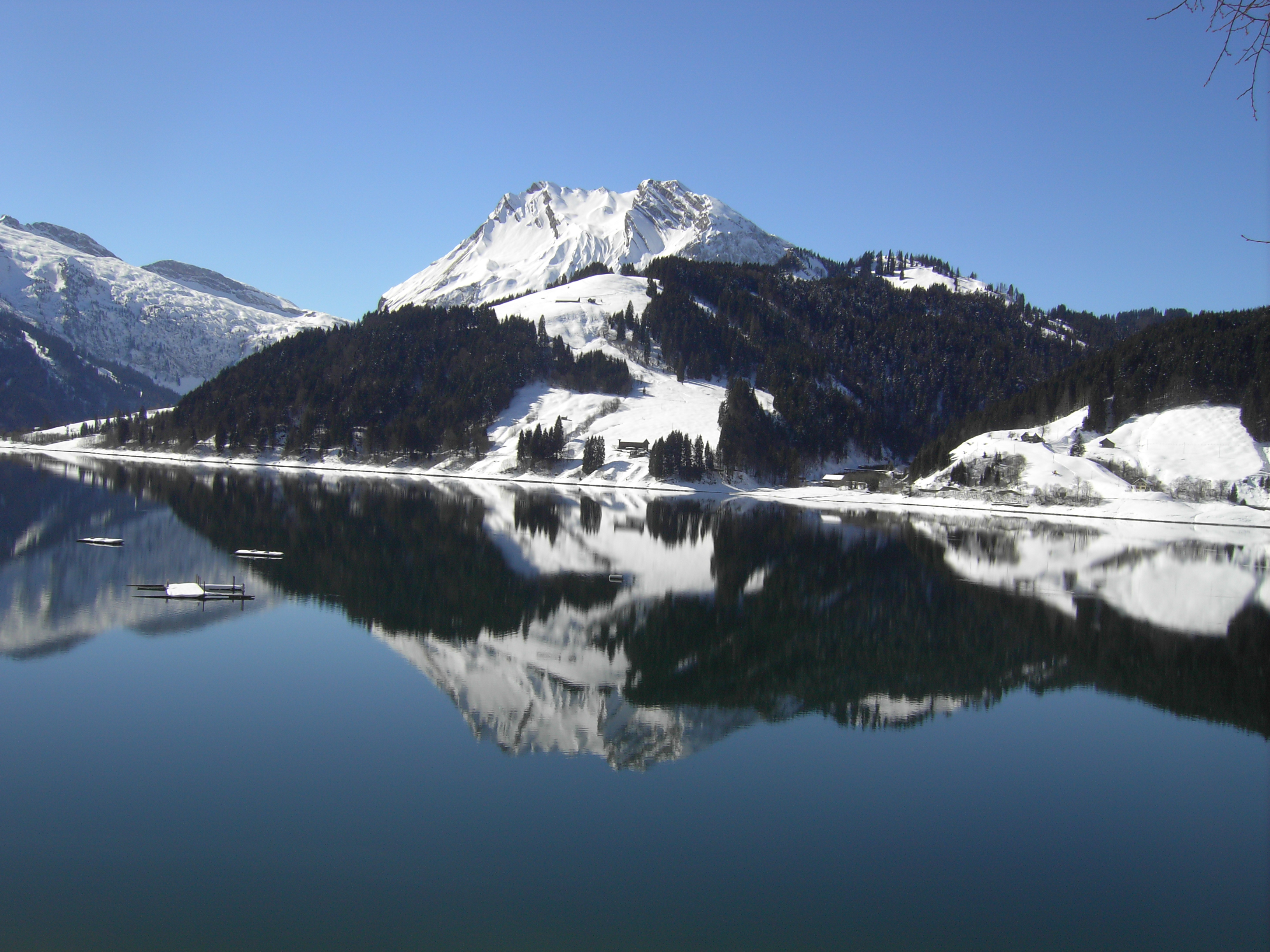
Иннерталь

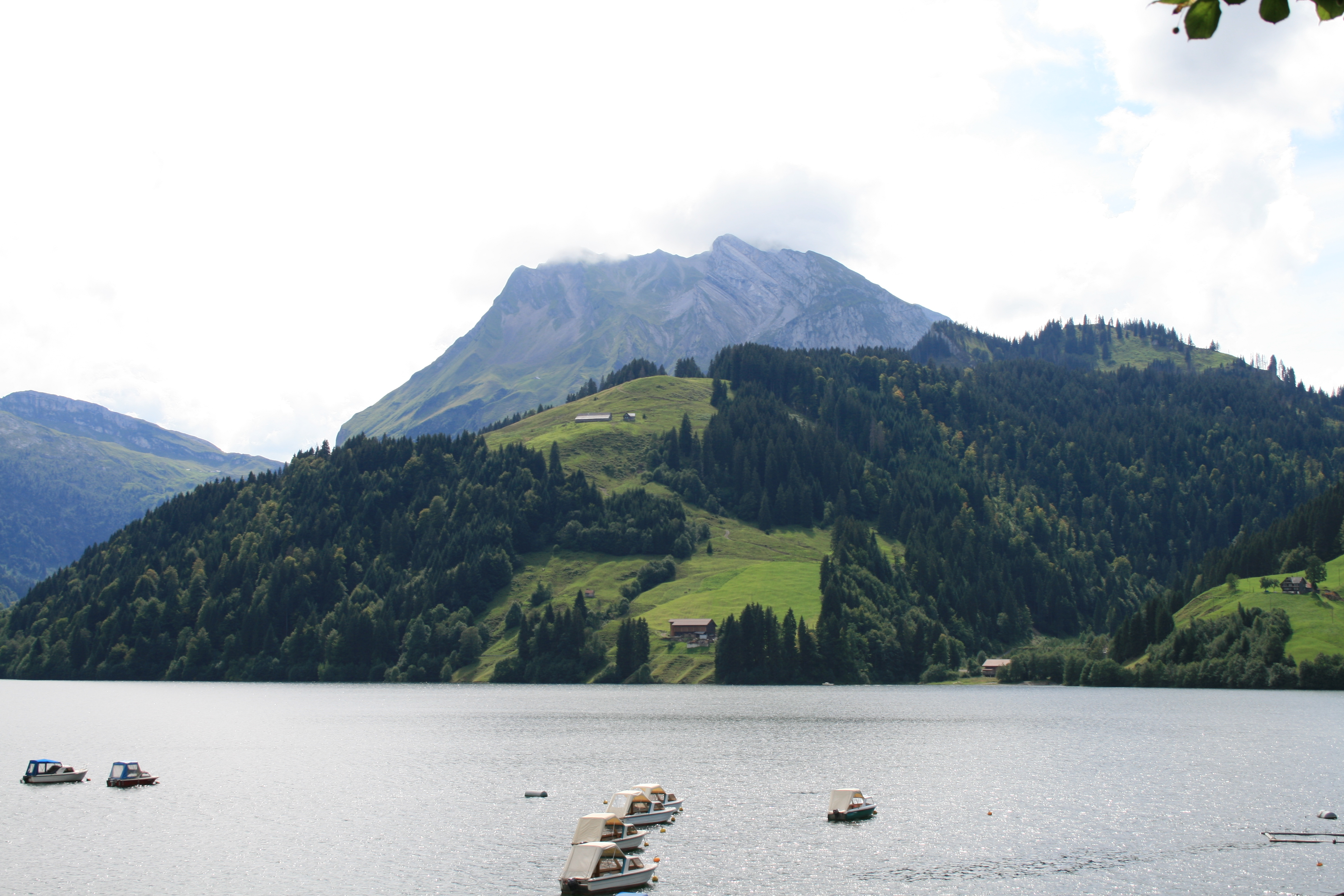
Иннерталь

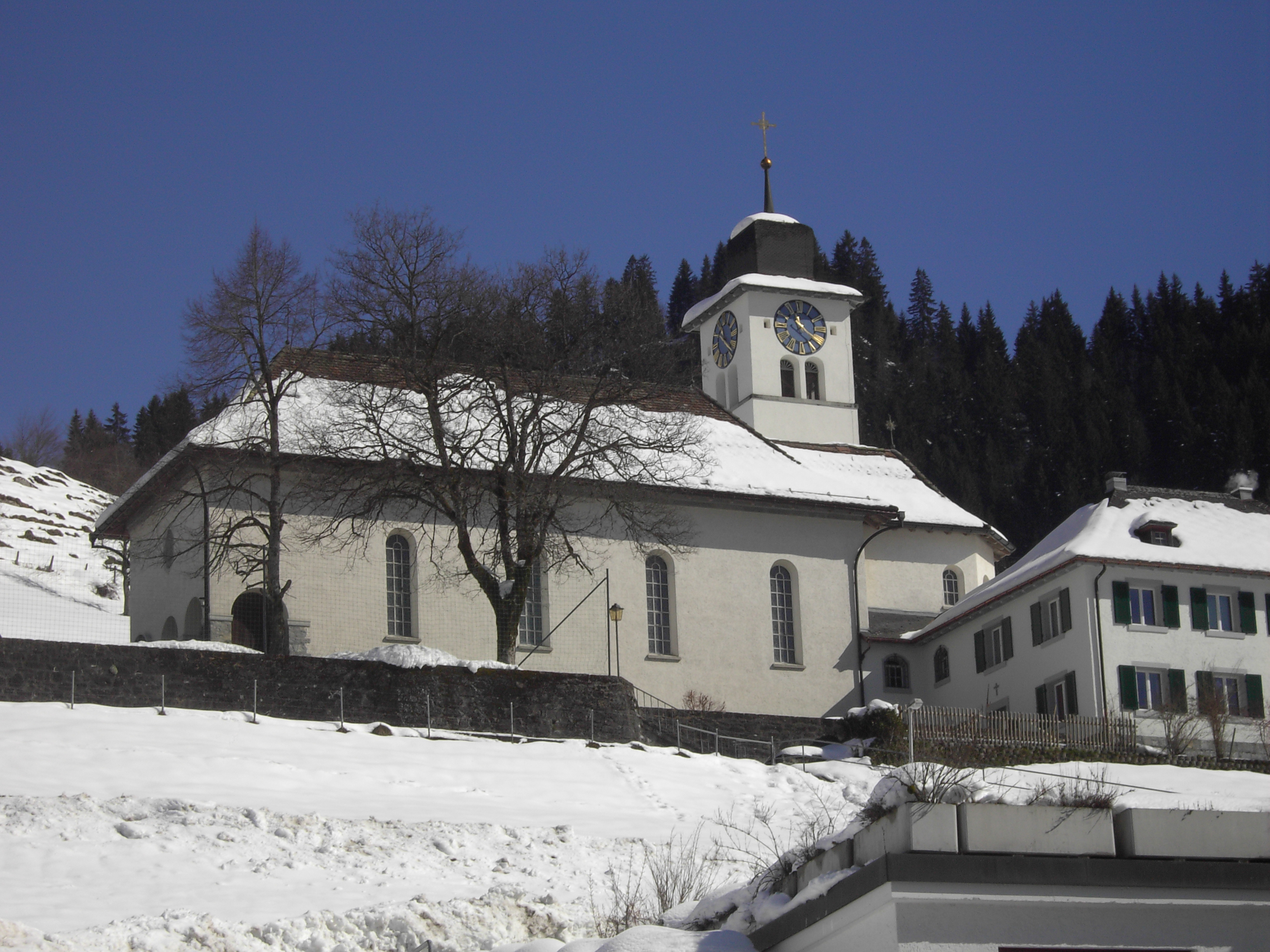
Церковь

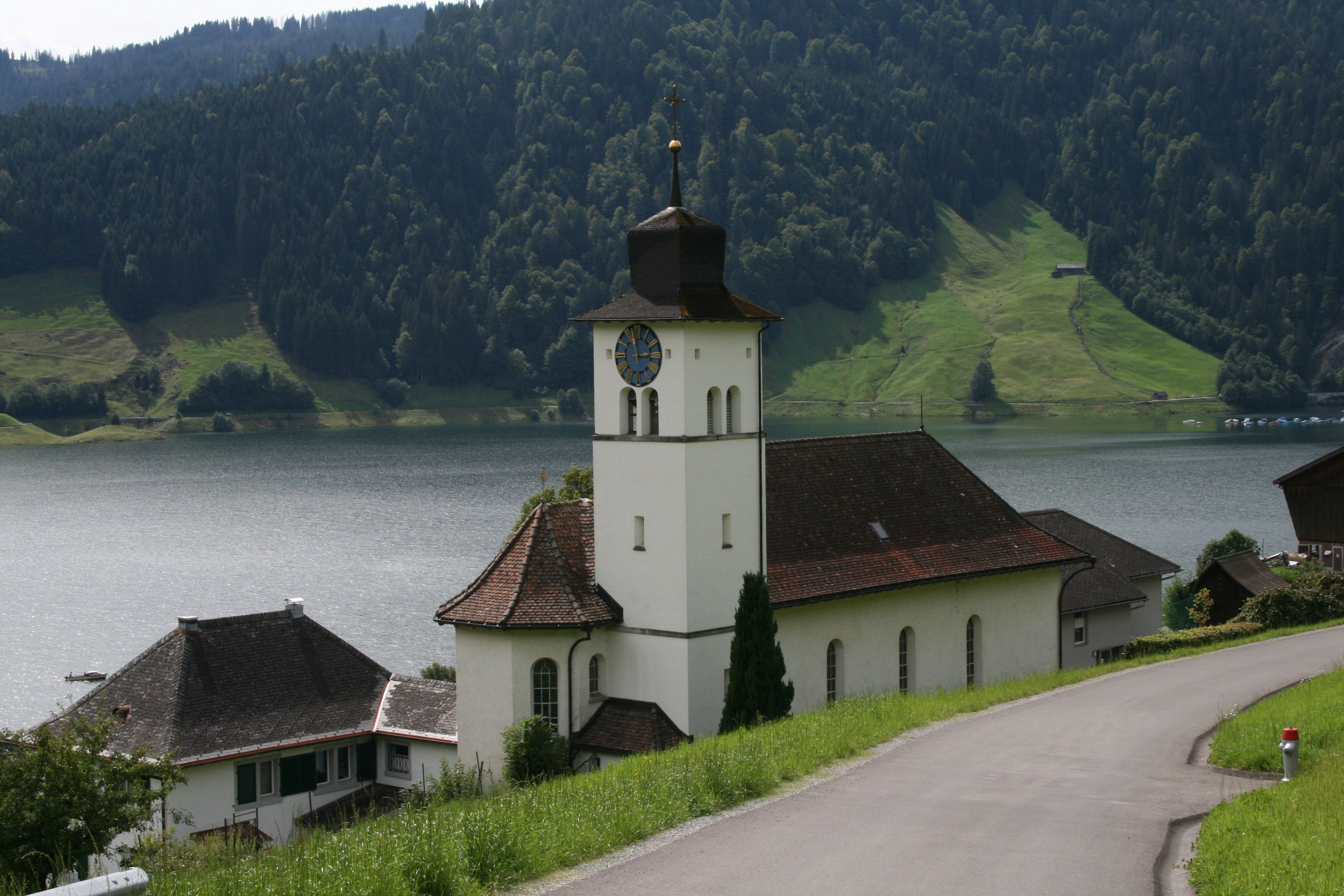
Церковь